# ORP Komendant Piłsudski
ORP „Komendant Piłsudski” – polska kanonierka z okresu międzywojennego, należąca do typu Wodoriez. Zbudowana w Finlandii na zamówienie rosyjskiej carskiej marynarki wojennej, w której miała służyć w charakterze dozorowca. Przejęta przez Finów w 1917 roku i odsprzedana w 1920 roku polskiej Marynarce Wojennej. Wraz z bliźniaczym ORP „Generał Haller” służył głównie do szkolenia, a przez większość służby administracyjnie przynależał do Dywizjonu Minowców. Wziął udział w kampanii wrześniowej, prawdopodobnie samozatopiony w porcie w Helu. Wyremontowany przez Niemców, służył w Kriegsmarine do września 1943 roku. Zatopiony w wyniku nalotu bombowego w porcie w Nantes.

## Zamówienie i budowa
Wkrótce po wybuchu I wojny światowej okazało się, że w carskiej Flocie Bałtyckiej brakuje małych jednostek eskortowych, a angażowanie do tego typu zadań jednostek bojowych powodowało wzrost kosztów eksploatacyjnych. W związku z tym w 1916 roku w należących wówczas do Cesarstwa Rosyjskiego fińskich stoczniach zamówionych zostało 12 jednostek. Okręty budowano w trzech grupach w trzech stoczniach. Zamówienie na sześć okrętów klasyfikowanych jako dozorowce (storożewoje sudno) typu przyjętego w literaturze jako Wodoriez, od planowanej nazwy pierwszego okrętu, otrzymała stocznia Ab Crichton w Åbo.
Budowę okrętu, który w carskiej marynarce miał otrzymać nazwę „Łun′” (ros. – błotniak stawowy), rozpoczęto 24 stycznia 1917 roku (numer zamówienia 2091, numer stoczniowy 648). Wodowanie jednostki odbyło się w 1917 lub 1918 roku, a ukończono ją w 1919 roku. W wyniku rewolucji październikowej i uzyskania przez Finlandię niepodległości nieukończony okręt przejął zarząd stoczni. Jednostka nie została włączona w skład fińskiej marynarki wojennej, lecz wystawiona na sprzedaż. Spotykane są informacje w publikacjach, że „Komendant Piłsudski” otrzymał w międzyczasie fińską nazwę „Turunmaa” (względnie według innych publikacji „Karjala”), lecz nazwy „Turunmaa” i „Karjala” otrzymały bliźniacze kanonierki wcielone do marynarki fińskiej, o numerach stoczniowych 650 i 649.

## Przejęcie okrętu przez PMW
Nowo utworzona Polska Marynarka Wojenna borykała się z problemem braku okrętów. Kierownictwo Departamentu dla Spraw Morskich (DSM) na czele z kontradmirałem Kazimierzem Porębskim podjęło szereg inicjatyw (m.in. w Danii, Estonii i Finlandii), które miały na celu zakup jednostek bojowych. 29 marca 1920 roku mjr Aleksander Cwalina oraz kpt. mar. inż. Bolesław Białopiotrowicz udali się do Finlandii, gdzie 14 kwietnia 1920 roku spotkali się z dyrektorem stoczni Crichton. W wyniku zaawansowanych rozmów otrzymali propozycję zakupu dwóch „krążowników lekkiego typu” – jak były oferowane te okręty. Następnego dnia Białopiotrowicz wyjechał do Åbo w celu obejrzenia okrętów oraz uzyskania rysunków i oferty na ich zakup. Departament dla Spraw Morskich po otrzymaniu oferty 6 października wysłał do Finlandii kpt. mar. Mieczysława Bereśniewicza i ponownie kpt. Białopiotrowicza w celu zakupu obu okrętów. Dla pierwszego z nich, dawnego rosyjskiego „Łunia”, zaproponowano tymczasową nazwę „Kondor”, przez co w korespondencji i półoficjalnych dokumentach jednostki tego typu nazywano „kondorami”. Minister Spraw Wojskowych rozkazem z dnia 18 października 1920 roku oficjalnie zatwierdził dla okrętu nazwę „Komendant Piłsudski” dla upamiętnienia zasług Józefa Piłsudskiego. W związku z trwającą wojną polsko-bolszewicką oraz propagandą komunistyczną, a przez to radykalizacją nastrojów robotników, oficerowie DSM porozumieli się z przedstawicielami stoczni i ustalili, że okręt zostanie oficjalnie sprzedany niemieckiemu Towarzystwu z Gdańska jako statek handlowy. Miał on być pomalowany na biało, jak jednostka cywilna.
Oficjalnie umowę na zakup okrętu podpisano 23 października 1920 roku. Po przeprowadzeniu niezbędnych przeróbek w stoczni, m.in. zmiany rurociągu, przeróbki pompy tłokowej oraz przebudowy ładowni, okręt 3 listopada 1920 roku został przygotowany do odbioru. W tym dniu odbyła się pierwsza próba stoczniowa, która jednak nie przyniosła rezultatów z powodu awarii pompy powietrznej. Następnego dnia po usunięciu usterek przeprowadzono drugą, trwającą sześć godzin, próbę. Okręt osiągnął prędkość maksymalną 16 węzłów. Niewielkie roboty przeprowadzono również 25 i 26 listopada. Łącznie za okręt zapłacono 2 913 818 marek fińskich. W związku z tym, że okręt miał płynąć do Polski pod banderą handlową, 29 listopada został zarejestrowany w Helsingforsie przez wicekonsula RP. Kapitanem na rejs do Polski został fiński marynarz Arvid Resko. Następnego dnia, tj. 30 listopada, o godz. 20:00 „Komendant Piłsudski” wypłynął z fińską załogą do Gdańska, gdzie dotarł 3 grudnia o godzinie 08:00. Okręt został odebrany 5 grudnia przez komisję powołaną przez szefa DSM. Jednostka była pozbawiona uzbrojenia i części wyposażenia. Polską banderę wojenną uroczyście podniesiono na okręcie w środę 29 grudnia 1920 roku. Stał się on przez to pierwszym polskim okrętem bojowym na Bałtyku.

## Opis konstrukcji

### Kadłub
Przyjęta w projekcie wyporność okrętu wynosiła ok. 350 ton. W trakcie służby jednostka była kilkukrotnie przebudowywana i przezbrajana, przez co pogorszyły się jej właściwości morskie. Zainstalowanie trałów (wzrost masy o ok. 6 t), armat kal. 75 mm (ok. 3 t), powiększenie pomostu nawigacyjnego (ok. 1,2 t), ponadto ustawienie na platformie dalmierza, reflektora i kompasu (ok. 1 t) sprawiło, że łącznie wyporność jednostki wzrosła o ok. 11,2 t. W 1938 roku kontraktowa wyporność standardowa okrętu (bez uzbrojenia) wynosiła 352,1 t, zaś bez zapasów i załogi 343,6 t. Przy normalnym stanie zapasów było to już 396,1 t, natomiast wartość przy wyporności pełnej to 438,3 t. Długość całkowita kanonierki wynosiła 50,04 m, a długość między pionami 47 m. Szerokość okrętu wynosiła 6,92 m. Na próbach stateczności przeprowadzonych w dniu 29 października 1938 roku zanurzenie średnie, przy wyporności 400 t, wyniosło 2,87 m.

### Napęd
Kanonierka napędzana była dwoma kotłami wodnorurkowymi systemu Normand oraz dwiema tłokowymi maszynami parowymi potrójnego rozprężenia o łącznej mocy 1150 KM, które z kolei napędzały dwie śruby. Kontraktowa prędkość „Komendanta Piłsudskiego” była określana na 15 węzłów. Na próbach kanonierka osiągnęła jednak 15,6 w. W polskiej służbie maksymalna prędkość wynosiła 14,5 w., a ekonomiczna 10 w. Zasięg kanonierki przy prędkości ekonomicznej określono na 950 mil morskich, a przy maksymalnej prędkości 700 mil morskich. Na jednostkę można było załadować maksymalnie 64 t węgla oraz 22,2 t wody. Napięcie elektryczne w sieci elektrycznej wynosiło 110 woltów.

### Uzbrojenie
Zgodnie z założeniami projektowymi budowanego dla Rosji okrętu miał on być uzbrojony w dwie armaty kal. 75 mm L/50 Canet, jedno działko kal. 47 mm oraz 30 min. Jednostka po wcieleniu do Polskiej Marynarki Wojennej prawdopodobnie była uzbrojona we francuskie armaty Schneider kal. 75 mm wz. 97. Następnie okręt przezbrojono – bądź było to jego pierwsze uzbrojenie – w sześć działek morskich Hotchkiss wz. 85 kalibru 47 mm. Zostały one ustawione po jednym na dziobie i na rufie oraz po dwa na burtach. Dodatkowo zamontowano dwa ciężkie karabiny maszynowe Maxim wz. 08 kalibru 7,92 mm. Na rufie ustawiono również tory minowe na 30 min. W 1925 roku na rufie okrętu ustawiono zakupioną we Francji armatę kal. 100 mm Canet. Przeprowadzone testy wykazały, że armata była zbyt ciężka i w jej miejsce zamontowano lżejszą kal. 75 mm, taką samą ustawiono również na dziobie okrętu.
W 1928 roku „Komendant Piłsudski” był uzbrojony w dwie armaty kal. 75 mm, dwie kal. 47 mm oraz w dwa ckm. Z kolei w 1934 roku na pokładzie zamontowane były dwie armaty kal. 75 mm, jeden zdwojony nkm Hotchkiss wz. 30 kal. 13,2 mm oraz dwa ckm 7,92 mm Maxim wz. 08. Z takim uzbrojeniem kanonierka rozpoczęła działania wojenne, przy czym nie do końca wiadome jest, czy okręt był uzbrojony w nkm. W 1929 roku pojemność komór amunicyjnych dla armat kal. 75 mm została określona na 450 nabojów. W 1928 roku kanonierce przydzielono dodatkowo funkcje trałowe i zamontowano trały Ronarcha typu D.O. francuskiej produkcji, które w Polsce klasyfikowano jako trały ciężkie.

### Wyposażenie, załoga i inne
ORP „Komendant Piłsudski” w początkowym okresie służby został wyposażony w zakupioną w Finlandii radiostację iskrową 8-R emitującą falę gasnącą, wyprodukowaną przez niemieckie przedsiębiorstwo Telefunken. Następnie dodatkowo na okręcie zainstalowano radiostacje nadawczą RKM/O (3-R, R-4) i odbiorczą RKM/T (12-R, R-25). W lipcu 1930 roku Dowódca Floty wydał zarządzenie określające, że kanonierki będą nadawały na falach o długości 300 m. W 1937 roku kanonierka wyposażona była w wyprodukowane w Polsce radiostacje: nadawczą RKM/P, odbiorczą OU i krótkofalową nadawczo-odbiorczą Z-32. W 1928 roku określony został międzynarodowy sygnał wywoławczy dla radiostacji okrętowej – SPWA. 
Na początku lat dwudziestych kanonierkę wyposażono w motorówkę i łódź wiosłową (w celach ratunkowych i transportowych), jednak w 1926 roku na pokładzie znajdowały się dwie łodzie sześciowiosłowe. Takie wyposażenie zostało potwierdzone rozkazem Dowódcy Floty z 18 kwietnia 1930 roku. W 1924 na łodziach umieszczono znak okrętowy „KP”. 
Rosjanie w kontrakcie na budowę jednostki określili liczbę załogi okrętu na 48 osób. Etatowa załoga kanonierki w polskiej służbie wynosiła 47–57 marynarzy, w tym 3–4 oficerów. Znana jest wielkość załogi okrętu z 1928 roku, która liczyła 4 oficerów oraz 43 podoficerów i marynarzy. W czerwcu 1931 roku na okręcie zaokrętowanych było 63 członków załogi, natomiast w 1935 roku liczba ta wynosiła 57 osób, w tym 3 oficerów. 
W okresie od stycznia 1932 do 1 lipca 1937 roku okręt był oznaczony znakami szybkiej identyfikacji w postaci litery „P” na obydwu burtach oraz jednego czerwonego paska na kominie.

## Przebieg służby

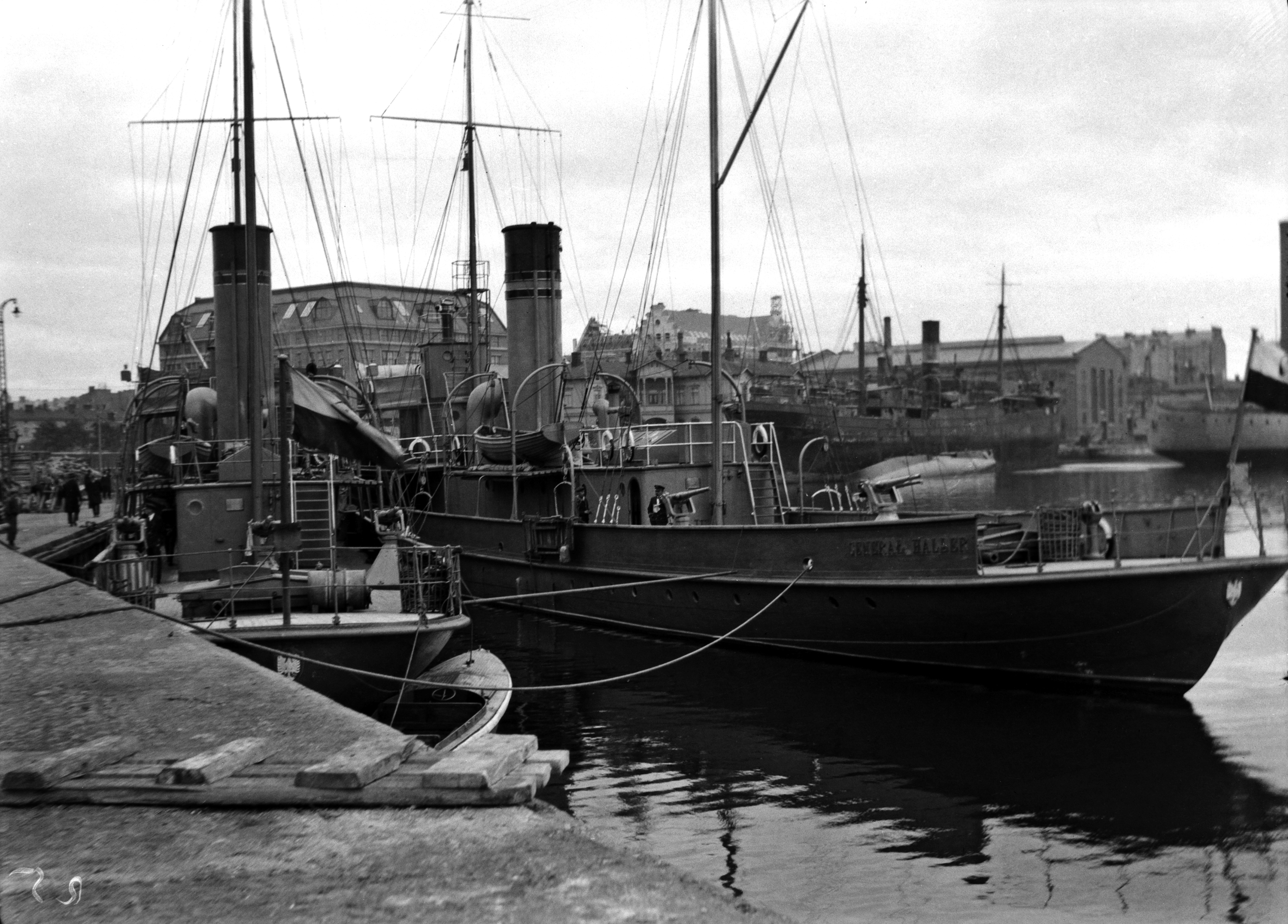
„Komendant Piłsudski” (po lewej) i „Generał Haller” podczas wizyty w Helsinkach, początek lat 20.

W początkowym okresie służby kanonierka pełniła rolę okrętu reprezentacyjnego Floty. Prawdopodobnie aż do 1925 roku wykorzystywano ją również w charakterze okrętu salutacyjnego, kiedy to dokonano przezbrojenia i zdjęto służące do tego celu armaty kal. 47 mm. 29 grudnia 1920 roku pierwszym dowódcą okrętu mianowany został kmdr ppor. Karol Korytowski. W połowie marca kanonierka wypłynęła w pierwszy rejs zagraniczny, przewożąc delegatów polskiego rządu do Kłajpedy. Po powrocie na okręt przyjęto załogę dla bliźniaczej kanonierki i jednostka wypłynęła do Åbo. Następnie obie kanonierki zostały włączone w skład powołanej Grupy Kanonierek i wspólnie z minowcami typu FM utworzyły Dywizjon Ćwiczebny. W latach 1921 i 1922 na okręcie odbywali praktyki słuchacze I i II Tymczasowego Kursu Instruktorskiego dla oficerów Marynarki Wojennej. Pod koniec maja 1922 roku kanonierka popłynęła do Piławy, skąd przyholowała boję zerwaną przez sztorm. W październiku ORP „Komendant Piłsudski” wraz z bliźniaczym ORP „Generał Haller” złożyły pierwszą oficjalną wizytę polskich okrętów w Finlandii i Estonii. W kolejny rejs kanonierka wypłynęła 14 stycznia 1923 roku, przewożąc przedstawicieli polskiego sztabu generalnego i oficerów francuskich z Gdańska do Kłajpedy. Okręt 29 kwietnia 1923 roku wziął udział w uroczystym otwarciu tymczasowej przystani w Gdyni. Na jego pokład zaokrętował się prezydent RP Stanisław Wojciechowski, który dokonał przeglądu polskiej floty oraz uczestniczących w otwarciu angielskich, francuskich i estońskich jednostek. W tymże roku obie kanonierki złożyły wizytę w Ystad, na Bornholmie oraz w Kopenhadze, a w następnym roku odwiedziły Helsinki i Tallinn. W lipcu 1924 roku ORP „Komendant Piłsudski” popłynął do Helsinek z czterema polskimi delegatami na Międzynarodową Konferencję Geodezyjno-Astronomiczną. W czerwcu 1925 roku bliźniacze okręty odwiedziły Tallin i Lipawę. W tym samym roku zostały one (wraz z ORP „Nurek”) przeniesione do specjalnej grupy szkolnej. Na okrętach swoje praktyki odbywali słuchacze Oficerskiej Szkoły Marynarki Wojennej, przez co w okresie kampanii letnich jednostki te były wydzielane z dywizjonów bojowych. W tym okresie okręt został przezbrojony w armatę 100 mm Canet, którą ustawiono na rufie.
| Imię i nazwisko                   | Służba od – do                      |
| --------------------------------- | ----------------------------------- |
| kmdr ppor. Karol Korytowski       | 29 grudnia 1920 – październik 1921  |
| kmdr por. Władysław Blinstrub     | październik 1921 – kwiecień 1922    |
| kpt. mar. Włodzimierz Steyer      | 1 maja 1922 – 20 grudnia 1924       |
| kpt. mar. Witold Nabrocki         | grudzień 1924 – wrzesień 1925       |
| kpt. mar. Karol Trzasko-Durski    | 1925 – 1925                         |
| por. mar. Bronisław Łątkiewicz    | 1926 – 1926                         |
| kpt. mar. Alfred Kienitz          | październik 1927 – październik 1929 |
| kpt. mar. Ludwik Ziembicki        | 1928 – 1928                         |
| kpt. mar. dypl. Tadeusz Stoklasa  | 20 marca 1930 – 25 maja 1930        |
| kpt. mar. Mikołaj Szemiot         | 26 maja 1930 – 1931                 |
| kpt. mar. Jerzy Umecki            | 1931 – 1932                         |
| por. mar. Tadeusz Rutkowski       | 1 stycznia 1931 – 28 lutego 1934    |
| kpt. mar. Wojciech Francki        | 1934 – 1934                         |
| kpt. mar. Konrad Namieśniowski    | czerwiec 1935 – październik 1935    |
| kpt. mar. Tadeusz Gorazdowski     | 1 maja 1937 – kwiecień 1938         |
| kpt. mar. Józef Puzyna            | 1938 – czerwiec 1939                |
| kpt. mar. Tadeusz Kamiński (p.o.) | czerwiec 1939 – 24 sierpnia 1939    |
| kpt. mar. Mieczysław Jacynicz     | 24 sierpnia 1939 – 3 września 1939  |

W 1926 roku kanonierka wspólnie z ORP „Generał Haller” wykonała szereg rejsów do państw nadbałtyckich, odwiedzając kolejno: Szwecję, Danię, Łotwę i Estonię. Rok później obie jednostki popłynęły do Kopenhagi. W drodze powrotnej okręty musiały schronić się przed sztormem w Rønne na Bornholmie, gdzie „Generał Haller” uderzył dziobem pomiędzy kamienne bloki mola, a druga kanonierka musiała udzielić mu pomocy. W 1928 roku dokonano na okręcie przebudowy rufowych komór amunicyjnych. W sierpniu ORP „Komendant Piłsudski” udał się wspólnie z ORP „Wilia” w pierwszą podróż poza Bałtyk i odwiedził Bergen. Następnie popłynął z wizytą do Rygi. Na jesieni zakotwiczył u burty ORP „Bałtyk” i służył jako wytwornica pary. W 1929 roku wspólnie z bliźniaczym okrętem odwiedził Łotwę i Estonię. W związku z nowym podziałem jednostek pływających floty ORP „Komendant Piłsudski” 1 kwietnia 1930 roku został włączony do Dywizjonu Minowców. W tym czasie sformułowane zostały zadania dla jednostki w przypadku zajęcia przez Polskę Gdańska. Zgodnie z nimi okręt miał wpłynąć na Wisłę i wspólnie z „Generałem Hallerem” oraz trałowcami wspierać działania piechoty oraz kawalerii. W maju załoga kanonierki podczas postoju w Tallinnie wzięła udział w gaszeniu pożaru tartaku.
Generalny remont na okręcie przeprowadzono w okresie od czerwca 1932 roku do września 1933 roku. W jego trakcie wymieniono kotły oraz zdjęto i wyremontowano nadbudówki. Po wycofaniu ze służby trałowców typu FM, 27 września 1932 roku rozwiązano Dywizjon Minowców, zaś kanonierki czasowo przydzielono do Komendy Portu Wojennego w Gdyni. Ponowny remont okrętu, tym razem kapitalny, przeprowadzono w Warsztatach Portowych Marynarki Wojennej na Oksywiu w okresie od 30 kwietnia 1934 roku do 15 września 1935 roku. Z okrętu usunięto rufowy maszt oraz wymieniono drewniane pokłady. Okręt został włączony do reaktywowanego 20 stycznia 1936 roku Dywizjonu Minowców. Oprócz bliźniaczej jednostki w skład dywizjony weszły cztery nowoczesne jednostki typu Jaskółka. W lipcu kanonierka udała się z wizytą do Marienhamn, Oulu i Hang, a w sierpniu obie kanonierki wraz z trałowcami złożyły wizytę w Visby oraz Karlshamn. ORP „Komendant Piłsudski” pełnił również rolę okrętu sygnalizacyjnego w Centrum Wyszkolenia Specjalistów Floty w okresie od 1 listopada 1937 roku do 1 marca 1938 roku. We wrześniu 1938 roku kanonierka wraz z trałowcami i ORP „Wilia” popłynęła na wschodni Bałtyk, docierając do redy Ozylii. Od stycznia 1932 roku do lipca 1937 roku okręt na obu burtach nosił znak szybkiej identyfikacji w postaci białej litery „P”.

### Udział w wojnie obronnej i dalsza służba
Przed wybuchem wojny, tj. 24 sierpnia 1939 roku, „Komendant Piłsudski” został włączony do Dywizjonu Minowców, a dowódcą mianowano kpt. mar. Mieczysława Jacynicza. Następnie z dniem 1 września okręt podporządkowano Morskiej Obronie Wybrzeża. W chwili wybuchu II wojny światowej okręt znajdował się w porcie wojennym na Oksywiu. Kanonierka wzięła udział w początkowej fazie obrony Wybrzeża odpierając niemiecki nalot na port. W jego wyniku zniszczeniu uległ przewód parowy maszynki sterowej. Po południu okręt wyszedł w morze wraz z głównymi siłami polskiej floty zmierzającymi w kierunku Helu (stawiacz min ORP „Gryf”, niszczyciel ORP „Wicher”, sześć trałowców i kanonierka ORP „Generał Haller”) w celu osłony operacji minowania Rurka. Na wodach Zatoki Puckiej polskie okręty zostały zaatakowane przez niemieckie bombowce nurkujące i kanonierka uczestniczyła w odpieraniu ich ataków. Następnie resztę dnia patrolowała rejon Hel – Mechelinki.
W nocy z 1 na 2 września obie kanonierki znajdowały się na morzu w rejonie Babich Dołów. Po północy przeszedł obok nich ORP „Smok” i omijając „Hallera” wszedł na mieliznę, z której ściągnął go „Piłsudski”. Następnego dnia na rozkaz dowództwa Morskiej Obrony Wybrzeża obie kanonierki miały udać się na Hel; wypłynęły ok. godz. 16:00. W niedalekiej odległości od portu załoga kanonierki dostrzegła peryskop. Okazało się jednak, że był to ORP „Ryś”, którego dowódca po wynurzeniu prosił o ustalenie miejsca pobrania paliwa. Na Hel okręt dotarł o godz. 18:00. Tam ze względu na małą prędkość kanonierki i jej niewielką wartość bojową okręt unieruchomiono, wygaszając kotły. Następnego dnia zdjęto uzbrojenie i ustawiono je na pozycjach lądowych, a załoga zeszła na ląd, wzmacniając oddział przeciwdesantowy. 3 września ok. godz. 16:00 okręt przetrwał nalot niemieckich samolotów z 3. eskadry wielozadaniowej z 706. dywizjonu lotnictwa przybrzeżnego. W czasie działań wojennych okręt wykorzystano jako areszt dla zbuntowanych żołnierzy 13. kompanii przeciwdesantowej. W związku z rozpoczęciem rozmów kapitulacyjnych, 1 października 1939 roku ORP „Komendant Piłsudski” prawdopodobnie został zatopiony przez własną załogę w porcie na Helu.
Po zajęciu portu przez Niemców okręt wydobyto, a następnie wyremontowano. W grudniu 1939 roku wcielono go pod nazwą „Heisternest” jako jednostkę doświadczalną do Kriegsmarine. Od maja 1942 roku przydzielony do Sperrversuchskommando (urząd techniczny zajmujący się projektowaniem, budową min oraz ich zwalczaniem) stacjonował w Danii w Aalborgu, a od lipca w Kolonii. Przemianowany został na M 3109 i w 1943 roku stacjonował we Francji, gdzie 16 września 1943 roku w porcie Nantes został zatopiony wraz z dokiem przez bomby lotnicze. Jednostkę podniesiono z dna 9 lutego 1944 roku, jednak nie przeprowadzono remontu. Dalsze losy okrętu nie są znane.